# Franciszek Dionizy Wilkoszewski
Franciszek Dionizy Wilkoszewski (ur. 23 marca 1875 w Lubstowie, zm. 24 listopada 1941 w KL Buchenwald) – polski dziennikarz i wydawca, wieloletni redaktor „Gońca Częstochowskiego”.

## Życiorys
Po ukończeniu gimnazjum w Kaliszu i rocznej praktyce drukarskiej w Warszawie osiadł w Częstochowie, gdzie w 1899 uruchomił drukarnię akcydensową i prasową. W 1905 za wydrukowanie i rozpowszechnianie pieśni Boże, coś Polskę i Jeszcze Polska nie zginęła drukarnia została zamknięta i zapieczętowana, a Wilkoszewski aresztowany. Rok później został redaktorem założonego przez siebie dziennika „Wiadomości Częstochowskie”, które kilka miesięcy później przemianowano na „Dziennik Częstochowski”. 1 stycznia 1907 zastąpił go „Goniec Częstochowski”, który ukazywał się do wybuchu II wojny światowej (z przerwą w latach 1909–1910, kiedy przekształcony został w „Gazetę Częstochowską”).
W 1918 Franciszek Dionizy Wilkoszewski więziony był przez dwa miesiące za artykuł o rozruchach. Po odzyskaniu przez Polskę niepodległości wybudował drukarnię w al. NMP 52 i na początku lat trzydziestych wyposażył ją w nowoczesną maszynę rotacyjną, cztery maszyny do druku płaskiego, chemigrafię i kilka linotypów do składania i odlewania tekstu. Była to największa i najlepiej wyposażona oficyna wydawnicza w Częstochowie. Drukowano w niej dzienniki, tygodniki (m.in. „Niedzielę”) i miesięczniki, kalendarze liturgiczne, powieści, które wcześniej ukazywały się w odcinkach na łamach „Gońca Częstochowskiego”, a także książeczki do nabożeństwa i pocztówki.
„Goniec Częstochowski” był najważniejszym dziennikiem ukazującym się w Częstochowie w II RP. Jako jedna z nielicznych lokalnych polskich gazet prenumerowany był przez bibliotekę watykańską. „Goniec Częstochowski” był pod względem ideowym bliski chadecji, ugrupowaniom mieszczańskim, a przede wszystkim endecji, jednak nie był powiązany finansowo ani organizacyjnie z żadną partią polityczną. Sam Wilkoszewski pisywał do „Gońca Częstochowskiego” artykuły i cotygodniowe felietony Przez niebieskie okulary pod pseudonimem Igrek oraz Z tygodnia na tydzień pod nazwiskiem T. Haski.
Franciszek Dionizy Wilkoszewski zaangażowany był życie społeczne i kulturalne Częstochowy. Był członkiem wielu organizacji, szefował Stowarzyszeniu Kupców Polskich. W latach 1906–1914 brał udział w organizowaniu gimnazjum polskiego. W 1909 uczestniczył w przygotowaniu Wystawy Przemysłowo-Rolniczej. Był również prezesem Akcji Katolickiej, zresztą w „Gońcu Częstochowskim” wiele miejsca poświęcał sprawom Kościoła. Częste kontakty z częstochowską kurią biskupią oraz fakt, że w jego drukarni tłoczono większość wydawnictw diecezjalnych, spowodował, że dziennik uważany był przez duchowieństwo za pismo katolickie. W domu Wilkoszewskiego gościli Józef Haller i Maksymilian Kolbe. Starał się też on o druk kronik Bolesława Prusa, proponował współpracę Kornelowi Makuszyńskiemu.
Ostatni numer „Gońca Częstochowskiego” ukazał się 2 września 1939 Niemcy splądrowali i zdewastowali wydawnictwo i zakłady drukarskie. Winieta dziennika została skradziona przez okupantów, którzy wykorzystując ją wydawali od 14 września do 3 listopada 1939 gadzinówkę, przemianowaną później na „Kurier Częstochowski”. Franciszek Dionizy Wilkoszewski został uwięziony 9 listopada 1939 na kilka tygodni. Ponownie aresztowano go w czerwcu 1940 r. Transportem z 20 sierpnia 1940 przewieziony został do obozu koncentracyjnego Buchenwald, gdzie w roku następnym zginął.